# Harry Collett
Harry Collett (17 gennaio 2004) è un attore britannico.

## Biografia e carriera
Harry Collett è nato nella contea di Essex. Debutta come attore nel cortometraggio TV Casualty nel 2010 e, nello stesso anno, esordisce sulle scene londinesi nel musical Billy Elliot. Nel 2013 interpreta Eric nel musical Matilda, co-prodotto dalla Royal Shakespeare Company e in scena al Cambridge Theatre del West End; nel 2014, interpreta la versione giovane di Michael Bublé nel video musicale della cover del singolo Baby, It's Cold Outside, che il cantante ha interpretato insieme a Idina Menzel. Tra il 2014 e il 2019 è apparso in dieci episodi della serie Casualty, mentre nel 2015 è Michael nel musical Elf al Dominion Theatre. Nel 2018 viene scelto per interpretare il ruolo di Tommy Stubbins nel film Dolittle.Dal 2022 interpreta il ruolo del principe Jacaerys Velaryon nella serie House of the Dragon. 

## Filmografia

### Cinema
- Ethel & Ernest, regia di Roger Mainwood (2016)
- Dunkirk, regia di Christopher Nolan (2017)
- Morto tra una settimana (o ti ridiamo i soldi) (Dead in a Week: Or Your Money Back), regia di Tom Edmunds (2018)
- Dolittle, regia di Stephen Gaghan (2020)

### Televisione
- Casualty – serie TV, 11 episodi (2014-2019)
- Galavant – serie TV, episodio 1x07 (2015)
- House of the Dragon – serie TV (2022-in corso)

## Video musicali
| Anno | Artista                      | Titolo                  | Note                       |
| ---- | ---------------------------- | ----------------------- | -------------------------- |
| 2014 | Idina Menzel & Michael Bublé | Baby, It's Cold Outside | come Michael Bublé giovane |

## Doppiatori italiani
Nelle versioni in italiano delle opere in cui ha recitato, Harry Collett è stato doppiato da:
- Luca Tesei in Dolittle
- Mattia Fabiano in House of the Dragon (st. 1)
- Alessandro Valeri in House of the Dragon (st. 2)

Da doppiatore è sostituito da:
- Tito Marteddu in The Hive - La casa delle api